# MacOS Sequoia
macOS Sequoia (версия 15) — двадцать первый и текущий основной релиз операционной системы macOS от Apple, преемницы macOS Sonoma. Она была анонсирована на WWDC 2024 10 июня 2024 года. В соответствии с практикой Apple называть релизы macOS в честь достопримечательностей Калифорнии она названа в честь национального парка Секвойя, расположенного в горном хребте Сьерра-Невада.
Первая ранняя версия для тестирования системы сторонними разработчиками была выпущена 10 июня 2024 года. Ранняя версия для тестирования системы пользователями стала доступна для установки с 15 июля 2024 года. Основная и первая версия macOS Sequoia, которая была готова к широкому распространению, стала доступна для загрузки 16 сентября 2024 года на все поддерживаемые устройства. Sequoia стала первой версией macOS, выпущенной в тот же день, что и новая версия iOS.

## Разработка

### Анонс
macOS Sequoia была анонсирована старшим вице-президентом по разработке программного обеспечения Крейгом Федериги на Всемирной конференции разработчиков Apple 10 июня 2024 года. Она была анонсирована одновременно с iOS 18, iPadOS 18 и watchOS 11. Компания также давала ранний доступ к системе сторонним разработчикам и отобранным пользователям для тестирования.

## Особенности
macOS Sequoia включает ряд новых функций и улучшений, в основном ориентированных на производительность:
- Зеркальное отображение iPhone: функция зеркального отображения контента с iPhone в виде окна macOS.
- Приложение «Калькулятор» было переработано, чтобы быть более похожим на iOS и iPadOS, в отличие от дизайна, который использовался со времён OS X Yosemite.
- Пароли: кроссплатформенное приложение — менеджер паролей.
- Системные настройки были изменены и немного переработаны для облегчения доступа.
- Safari был обновлён, включая обновлённый режим чтения (теперь называемый Reader), стартовую страницу и совершенно новое единое меню, ранее эксклюзивное для компактного режима или iOS и iPadOS.
- macOS Sequoia выйдет со второй версией Game Porting Toolkit, уровня совместимости Windows API, полученного из Wine.
- Функции Apple Intelligence, такие как обновлённая Siri (только для компьютеров Mac на базе процессоров Apple[15]).
- Мозаичное расположение окон: функция, аналогичная функции привязки окон Microsoft Windows.

## Поддерживаемые устройства
macOS Sequoia поддерживает компьютеры Mac с чипами Apple Silicon и Intel Xeon-W, а также чипами Coffee Lake 8-го поколения или более поздними версиями. Таким образом, macOS Sequoia поддерживается практически на каждом Mac, поддерживающем macOS Sonoma, поскольку поддержка прекращается только для моделей MacBook Air 2018—2019 годов с чипами Amber Lake. Как и macOS Sonoma, iMac 2019 года — единственный поддерживаемый Intel Mac, у которого нет чипа T2.
Следующие устройства совместимы с macOS Sequoia:
- iMac (2019 и новее);
- iMac Pro (2017);
- MacBook Air (2020 и новее);
- MacBook Pro (2018 и новее);
- Mac Mini (2018 и новее);
- Mac Pro (2019 и новее);
- Mac Studio (все модели).

### Неофициальная поддержка
Используя инструменты исправления, такие как OpenCore Legacy Patcher, macOS Sequoia может быть неофициально установлена на более ранних моделях, которые официально не поддерживаются. Такие модели относятся к Mac Mini 2009 года, MacBook Pro 2008 года и iMac 2007 года (после обновления процессора Penryn).
Это не относится к MacBook Air 2018–2019 годов, поскольку чип безопасности T2 предотвращает запуск несанкционированного программного обеспечения macOS на этих устройствах.

## История выпусков
Первая бета-версия macOS Sequoia для разработчиков была выпущена 10 июня 2024 года. Как и в случае с macOS Sonoma, бета-версия Sequoia для разработчиков доступна всем, у кого есть бесплатная учётная запись разработчика Apple, без необходимости подписки разработчика.
| Версия      | Архитектура | Дата выпуска     | Версия Darwin                                                                             |  |
| ----------- | ----------- | ---------------- | ----------------------------------------------------------------------------------------- |  |
| 15.0 Beta 1 | 24A5264n    | 10 июня 2024     | 24.0.0 xnu-11215.0.31.511.2~1 Четверг, 30 мая, 21:28:42 по тихоокеанскому времени 2024 г. |  |
| 15.0.1      | 24A348      | 3 октября, 2024  | 24.0.0 xnu-11215.1.12~1 Tue Sep 24 23:39:07 PDT 2024                                      |  |
| 15.1        | 24B83       | 28 октября, 2024 | 24.1.0 xnu-11215.41.3~2 Thu Oct 10 21:00:32 PDT 2024                                      |  |
| 15.1        | 24B2083     | 28 октября, 2024 | 24.1.0 xnu-11215.41.3~3 Thu Oct 10 21:06:57 PDT 2024                                      |  |
| 15.1.1      | 24B91       | 19 ноября, 2024  | 24.1.0 xnu-11215.41.3~13 Thu Nov 14 18:15:21 PST 2024                                     |  |
| 15.1.1      | 24B2091     | 19 ноября, 2024  | 24.1.0 xnu-11215.41.3~13 Thu Nov 14 18:15:21 PST 2024                                     |  |
| 15.2        | 24C101      | 11 декабря, 2024 | 24.2.0 xnu-11215.61.5~2 Fri Dec 6 19:01:59 PST 2024                                       |  |
| 15.3        | 24D60       | 27 января, 2025  | 24.3.0 xnu-11215.81.4~3 Thu Jan 2 20:24:06 PST 2025                                       |  |
| 15.4        | 24E248      | 31 марта, 2025   | 24.4.0 xnu-11417.101.15~1 Wed Mar 19 21:16:31 PDT 2025                                    |  |
| 15.4.1      | 24E263      | 16 апреля, 2025  | 24.4.0 xnu-11417.101.15~1 Wed Mar 19 21:16:31 PDT 2025                                    |  |
| 15.5        | 24F74       | 12 мая, 2025     | 24.5.0 xnu-11417.121.6~2 Tue Apr 22 19:53:27 PDT 2025                                     |  |
| 15.6        | 24G84       | 29 июля, 2025    | 24.6.0 xnu-11417.140.69~1 Mon Jul 14 11:28:17 PDT 2025                                    |  |

See Apple's official release notes, and official security update contents.

## Критика
В сентябре 2024 года сообщалось о недовольстве среди специалистов по кибербезопасности новой версией операционной системы для компьютеров macOS 15 Sequoia от Apple. Пользователи жаловались на ошибки сетевого подключения, сбои в работе некоторых EDR-решений, VPN и браузеров. В частности, проблемы возникали с продуктами CrowdStrike, Microsoft, ESET и других компаний. Некоторые пользователи винили в сбоях разработчиков антивирусного ПО, но основатель стартапа DoubleYou, специализирующегося на безопасности Mac и iOS, Патрик Уордл, считал, что виновата сама Apple. По его словам, компании следовало уделять больше времени тестированию своего ПО, а не маркетингу.
Однако есть и положительные отзывы о первой тестовой версии macOS Sequoia. Например, Артём Суровцев отмечал, что за последние 4–5 лет это был самый стабильный релиз первой бета-версии новой macOS.